# Providence Stadium
Il Providence Stadium è uno stadio di cricket di Georgetown, nella Guyana. Nonostante sia di costruzione recente lo stadio gode di grande prestigio al punto da ospitare anche partite di Test cricket. La costruzione è iniziata nel maggio del 2005 in previsione della Coppa del Mondo di cricket 2007 ed è stata ultimata nel 2006.